# Atoll

Atoll keletkezése

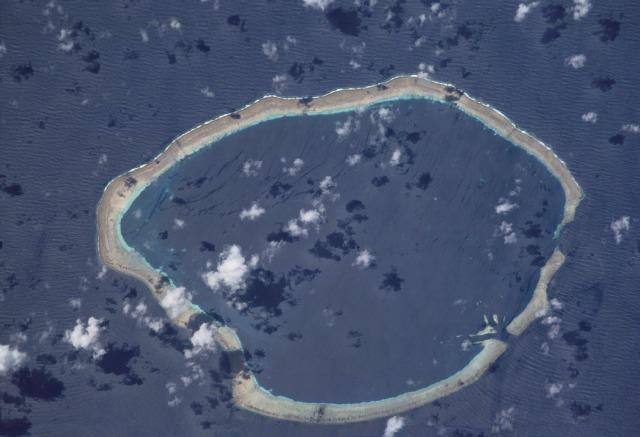
A Carteret-atoll műholdas képe

Az atoll egy korallzátonyokból felépülő, gyűrű alakú sziget vagy szigetcsoport. A korallzátonygyűrű a tengeri vulkánok körül keletkezik. Az atoll egy belső lagúnát vesz körbe, amelyben a szigetet létrehozó vulkán maradványai találhatók, az esetek többségében már a tenger szintje alatt. Leggyakrabban a Csendes-óceánban találhatók.
Híres atollok:
- Bikini-atoll
- Bora Bora
- Carteret-atoll
- Keleti-Rennell-korallzátony
- Maldív-szigetek
- Maupiti
- Mururoa
- Niue
- Tahiti
- Palmyra-atoll
- Raiatea
- Rangiroa
- Vanuatu